# Aspidiophorus nipponensis
Aspidiophorus nipponensis är en djurart som tillhör fylumet bukhårsdjur, och som beskrevs av Schwank 1990. Aspidiophorus nipponensis ingår i släktet Aspidiophorus och familjen Chaetonotidae. Inga underarter finns listade i Catalogue of Life.